# سارة فرانكلين
سارة فرانكلين (بالإنجليزية: Sarah Franklin)‏ هي عالمة الإنسان أمريكية، ولدت في 9 نوفمبر 1960 في كامبريدج في الولايات المتحدة.